# Ambre Chalumeau
Pour les articles homonymes, voir Chalumeau.
Ambre Chalumeau, née le 18 juin 1997, est une journaliste et documentariste française.

## Biographie

### Famille
Ambre Chalumeau est la fille d'Arielle Saracco, ancienne directrice de la création originale de Canal+, et de Laurent Chalumeau, journaliste, scénariste, dialoguiste, critique littéraire et écrivain français.

### Formation
Après des classes préparatoires en section littéraire, elle obtient un master en médias et management à l'École des hautes études en sciences de l'information et de la communication (Celsa).

### Carrière
En 2017, elle rejoint Radio Nova, puis l'émission Rayon cult' de Daphné Roulier sur Paris Première, puis les magazines Rolling Stone et Society. Marc Beaugé, rédacteur en chef de ce dernier, est aussi chroniqueur mode dans l'émission de télévision Quotidien présentée par Yann Barthès sur TMC. C'est par son intermédiaire qu'elle intègre la cinquième saison de l'émission en 2020,. Elle y anime la chronique culture, La Brigade des affaires culturelles, renommée La Brigade.
En janvier 2023, elle lance un compte Instagram nommé Des tableaux partout. Il montre des montages faisant le lien entre des photographies, des peintures ou des œuvres issues de la pop-culture.
Son premier documentaire, Une soirée avec Astérix et Obélix, est présenté sur TMC en février 2023 à l'occasion de la sortie d'Astérix et Obélix : L’Empire du Milieu de Guillaume Canet. Il est suivi d'un autre en juin 2023, Le Système Tom Cruise, consacré à la carrière de l'acteur américain.
En juillet 2023, elle est élue « Chroniqueuse de la saison » à l'occasion des TV Notes 2023, organisés par le site PureMédias et RTL.
Elle lance l'année suivante Liste de lecture, un podcast littéraire où elle présente ses livres préférés.
En 2025, elle publie Les Vivants aux éditions Stock, un roman sur le passage à l'âge adulte d'une jeune femme issue de la bourgeoisie parisienne,. Elle est éditée par Stéphanie Pollack

## Anecdotes sur les réseaux sociaux
En 2023, elle est prise à partie sur Internet à deux occasions.

Après l'émission Quotidien du 5 janvier, où elle traite des nepo babies (« fils et filles de ») dans la mode et au cinéma aux États-Unis, des internautes lui reprochent de ne pas avoir mentionné qu'elle était elle-même fille de parents célèbres. Interrogée à ce sujet dans la presse, elle répond : 
« Beaucoup de gens pensent que j’ai eu le job sur TMC grâce à mes parents. Mais pas du tout. Quand je leur ai dit que j’allais passer à l’antenne, leur première réaction a été l’inquiétude : ils connaissent ce milieu et pensaient à ce qu’impliquait l’exposition publique. Ils m’ont laissée me débrouiller et, aujourd’hui, je crois qu’ils sont fiers, contents de ce que je vis. »
En février, et en présence sur le plateau de Rachida Dati — dont les affrontements verbaux avec la maire de Paris, Anne Hidalgo, ont été largement relayés —, la journaliste traite de la représentation des rivalités féminines dans les médias et cite plusieurs exemples de compétitions notoires.
Elle est alors accusée de plagiat par Racha Belmehdi, autrice d'un essai sur le sujet qui estime que les exemples sont tirés de son livre, sans que celui-ci soit crédité au cours de l'émission. Quelques articles ébruitent les accusations et Ambre Chalumeau profite d'une émission diffusée quelques jours plus tard pour y répondre publiquement. Elle affirme ne pas avoir lu l'essai en cause et précise que les cas de rivalité qu'elle a cités sont particulièrement célèbres.
Cette mise au point déclenche un emballement médiatique : une trentaine d'articles relayent la controverse, laquelle est par ailleurs débattue sur les réseaux sociaux,,. Certains journalistes notent que, paradoxalement, cette surmédiatisation constitue elle-même une illustration du sujet en cause, à savoir la façon dont sont amplifiés les conflits entre personnalités féminines,.

## Œuvre
- 2025 : Les Vivants, Stock, 245 p. (ISBN 9782234097650)[23]